# West of England Challenger 2003
Il West of England Challenger 2003 è stato un torneo di tennis facente parte della categoria ATP Challenger Series nell'ambito dell'ATP Challenger Series 2003. Il torneo si è giocato a Bristol in Gran Bretagna dal 7 al 13 luglio 2003 su campi in erba.

## Vincitori

### Singolare
Massimo Dell'Acqua ha battuto in finale  David Prinosil con il punteggio di 6–4, 6–4

### Doppio
Jean-François Bachelot /  Nicolas Mahut hanno battuto in finale  Daniel Kiernan /  David Sherwood con il punteggio di 7–6(4), 5–7, 7–6(5)